# 王約 (成化進士)
王約（？—？），字資博，江西撫州臨川縣人，民籍，明朝政治人物。

## 生平
江西鄉試第十二名舉人。成化二十三年（1487年）中式丁未科三甲第一百八十七名進士，授平陽縣知縣，擢監察御史，累官雲南副使。

## 家族
曾祖王榮壽；祖父王學敏，監察御史；父王義，訓導。母萬氏。